# セレサ川崎農業協同組合
セレサ川崎農業協同組合（セレサかわさきのうぎょうきょうどうくみあい）は、神奈川県川崎市宮前区宮崎に本店を置く農業協同組合。川崎市全域を管轄地域としている。通称JAセレサ川崎。

## 沿革
- 1997年10月1日 - 川崎市内の4農業協同組合が合併してセレサ川崎農業協同組合が設立され、市内の農業協同組合が一本化する。

## 店舗

### 金融店舗
- 宮前区
  - 本店、宮前支店、野川支店、鷺沼支店、宮崎支店、向丘支店、菅生支店、宮前平支店
- 川崎区
  - みなみ支店、大師支店、大島支店、小田支店
- 幸区
  - 日吉支店、鹿島田支店、小向支店
- 中原区
  - 御幸支店、中原支店、住吉支店、新城支店、小杉支店、元住吉支店
- 高津区
  - 橘支店、子母口支店、高津支店、上作延支店、北見方支店、梶ヶ谷支店、久地駅前支店
- 多摩区
  - 稲田支店、宿河原支店、菅支店、生田支店、長沢支店
- 麻生区
  - 百合丘支店、柿生支店、東柿生支店、栗平支店、新百合丘支店、千代ヶ丘支店

### 経済店舗
- 経済センター（宮前区有馬2丁目13-1）
- 資材店舗：セレサパーシモン（麻生区片平2丁目30-15）
- ファーマーズマーケット
  - セレサモス麻生店（麻生区黒川172）
  - セレサモス宮前店（宮前区宮崎2丁目1-4）

## 事業
- 信用事業（JAバンク）
- 共済事業（JA共済）
- 経済事業 - 販売事業・購買事業
- 指導事業

## 関連会社
- セレサ不動産株式会社
  - 業務内容：不動産関連事業
  - 設立年月日：1985年（昭和60年）1月18日
  - 資本金：3,000万円
  - 事務所
    - 本社（高津区梶ヶ谷2丁目1-7）
    - 菅営業所（多摩区菅2丁目4-1）

- セレササービス株式会社
  - 業務内容：葬祭業
  - 設立年月日：2001年（平成13年）10月1日
  - 資本金：3,000万円
  - 事務所
    - JAセレサ葬祭センター（高津区梶ヶ谷2丁目1-7）